# Lee Morgan

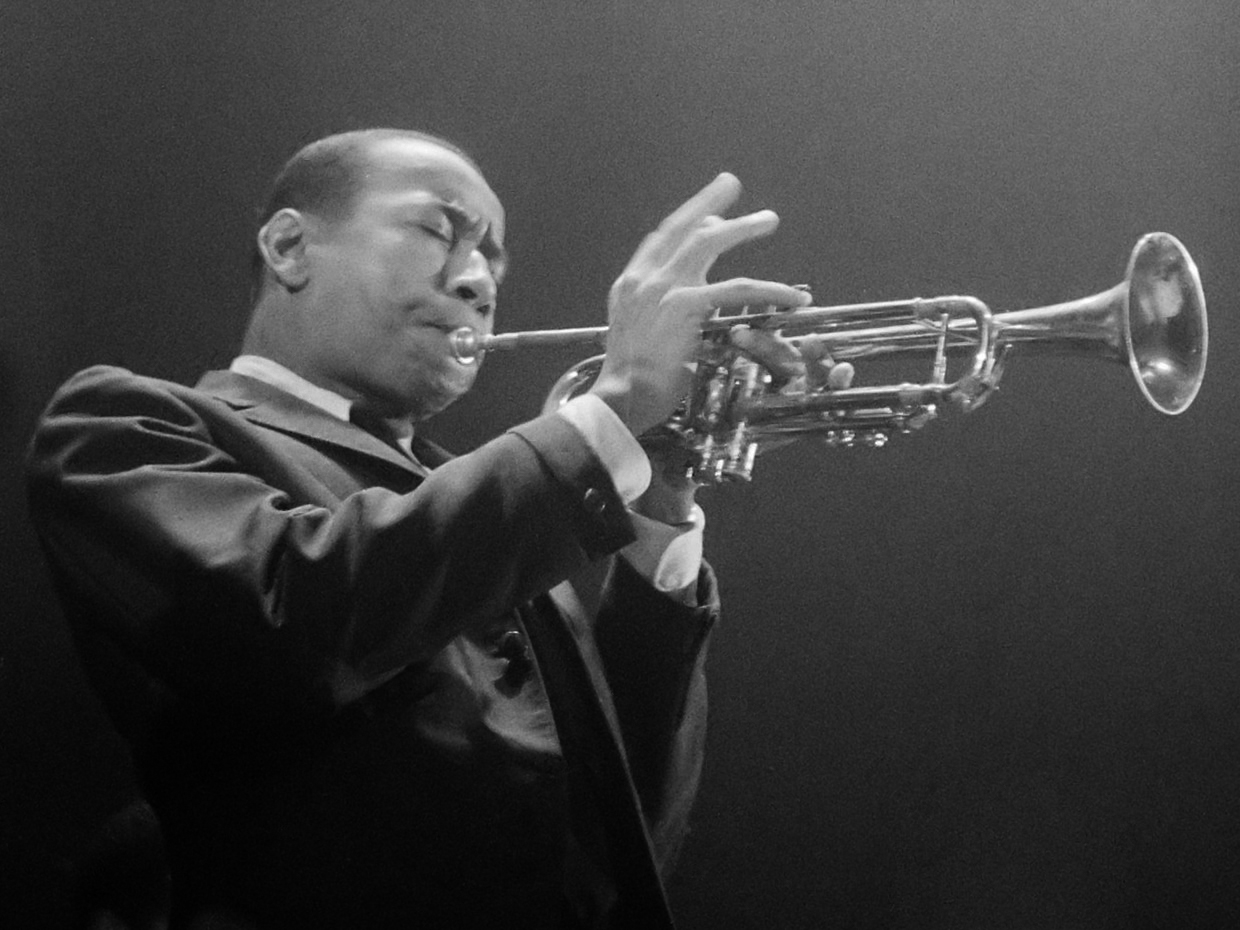
Lee Morgan (1959)

Lee Morgan (* 10. Juli 1938 in Philadelphia; † 19. Februar 1972 in New York City) war ein US-amerikanischer Jazz-Trompeter, der als einer der wichtigsten Exponenten des Hard Bop gilt. Er veröffentlichte zahlreiche Alben als Solist, mit dem Saxophonisten Hank Mobley und mit Art Blakeys Jazz Messengers.

## Werdegang
Die Jazzszene seiner Geburtsstadt Philadelphia brachte in den Jugendjahren Morgans zahlreiche kreative Musiker hervor: Zu den frühen Weggefährten des Trompeters zählten Musiker wie John Coltrane, Benny Golson und die Brüder Percy, Jimmy und Albert „Tootie“ Heath. Die in Zeiten der faktischen Rassentrennung fast ausschließlich von schwarzen Schülern besuchte Mastbaum High School, die Lee Morgan besuchte, war für ihren musikpädagogischen Schwerpunkt bekannt.
Lee Morgan galt als ausgesprochenes Wunderkind, man traute ihm mit einigem Recht zu, der legitime musikalische Erbe des 1956 bei einem Autounfall umgekommenen Clifford Brown zu werden. Tatsächlich war Morgan schon mit 18 Jahren prominentes Mitglied der Big Band von Dizzy Gillespie. Bei einem Konzert der Gillespie-Band wurden Alfred Lion und Francis Wolff, die Besitzer des aufstrebenden Plattenlabels Blue Note Records, auf den jungen Virtuosen aufmerksam und nahmen ihn unmittelbar darauf unter Vertrag.

“A few years later, when young trumpet player Lee Morgan came to New York as part of the Dizzy Gillespie trumpet section, he was about eighteen years old and playin’ his ass off. Although he had great technique and knew his chord changes, I always thought that he played too many notes in those days and didn’t leave enough space in his playing. As he got older, he began to utilize the value of space and became a more proficient soloist.”

„Als einige Jahre später der junge Trompeter Lee Morgan als Teil der Trompetengruppe von Dizzy Gillespie nach New York kam, war er etwa achtzehn Jahre alt und spielte wie ein Besessener. Obwohl er über eine großartige Technik verfügte und seine Akkordwechsel beherrschte, war ich immer der Meinung, dass er damals zu viele Noten spielte und seinem Spiel nicht genug Raum ließ. Als er älter wurde, begann er, den Wert des Freiraums zu nutzen und wurde ein besserer Solist.“

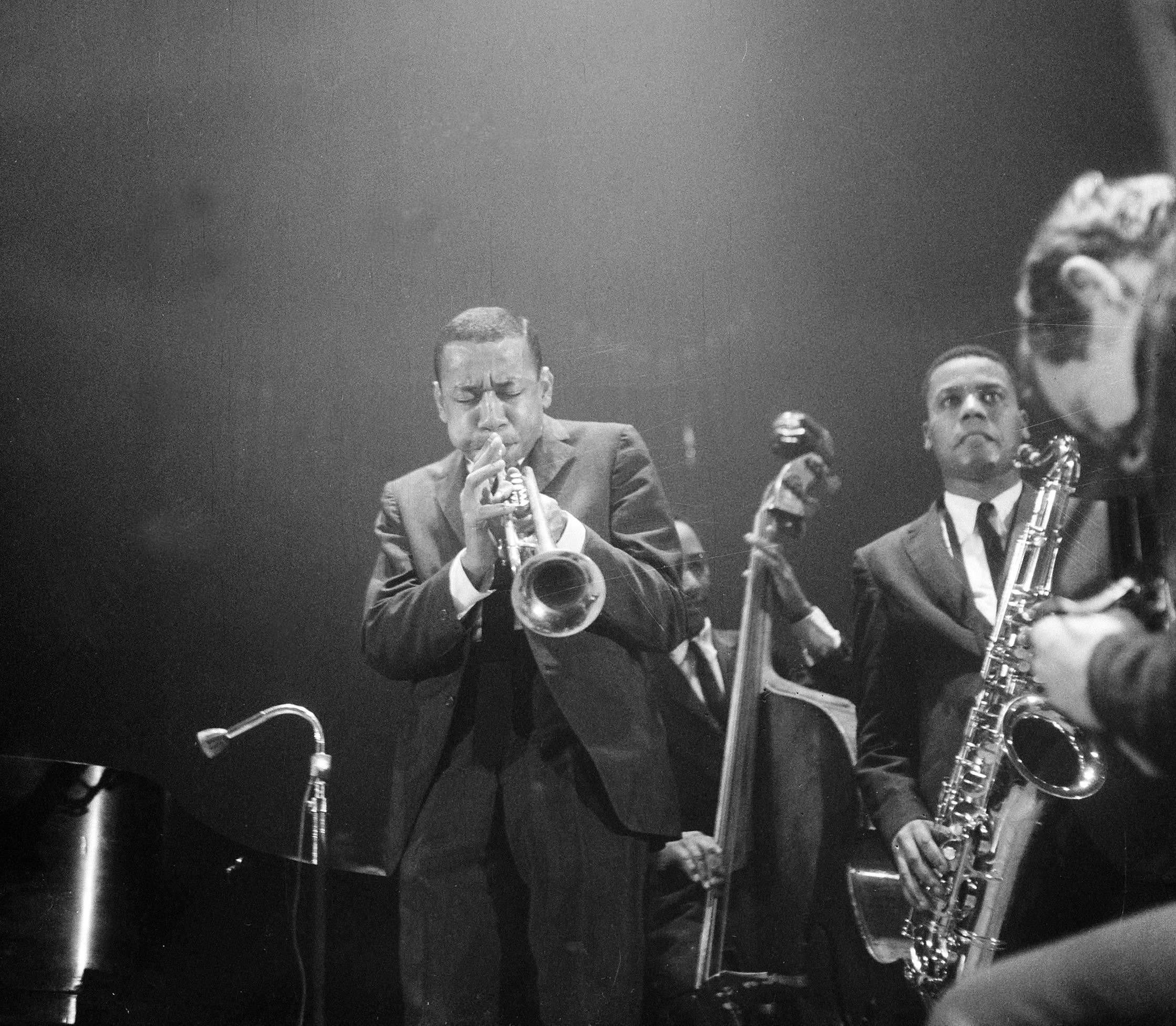
Lee Morgan (links) und Wayne Shorter bei den Jazz Messengers

Im Jahr 1958 verließ Morgan Gillespies Band, um sich den Jazz Messengers von Art Blakey anzuschließen. Die Messengers-Besetzung mit Morgan wird allgemein zu den besten in der über dreißigjährigen Geschichte dieses stilbildenden Ensembles gerechnet, und mit Sicherheit stammt eines der bekanntesten Solos der Bandgeschichte von Morgan: Am 30. Oktober 1958 spielten die Messengers die Studio-Version von Bobby Timmons’ Komposition Moanin’ ein (Titelsong von Blue Note 4003). Morgans Solo wurde in seiner kompromisslosen Eindringlichkeit mit dem epochemachenden, fast genau 30 Jahre älteren West End Blues von Louis Armstrong verglichen.

### The Power of Badness
David H. Rosenthal zieht in seiner Analyse des Morganschen Trompetenstils allerdings eine noch erhellendere Parallele, indem er dessen Spielweise als instrumentales Äquivalent zum Gesang der seinerzeitigen Soul-Größen, vor allem James Browns, interpretiert: „… he had honed his time and timbre to razor sharpness …“. Auf Fotos erkennt man Morgans Selbstinszenierung, die in der Tat mit den Worten James Browns am treffendsten ausgedrückt wird: Mr. Super Bad.
Wie viele junge Jazzmusiker jener Jahre verfiel Morgan der Heroinsucht, von der er sich bis zum Lebensende trotz vieler Entziehungsversuche nicht befreien konnte. 1961 musste er deswegen für zwei Jahre aus Art Blakeys Band aussteigen, wo er durch den jungen Freddie Hubbard ersetzt wurde. Für zwei Jahre war Morgans Karriere auf dem absteigenden Ast; er verließ New York und zog sich nach Philadelphia zurück.

### Kommerzieller Erfolg
1963 kehrte Morgan nach New York zurück und stieg für kurze Zeit wieder bei den Messengers ein (1964/1965), mit denen er auch in Deutschland tourte. Von besonderer Tragweite erwies sich aber die Einspielung von The Sidewinder, wiederum bei Blue Note im selben Jahr. Von den insgesamt 25 LPs, die er unter seinem Namen für das Label einspielte, sollte allein das Titelstück dieses Albums Morgans Erfolg bei einem breiten Publikum begründen. Sidewinder ist ein eingängiges, prägnant rhythmisiertes Blues-Thema, das vor allem durch den damals populären Boogaloo-Rhythmus ganz im Trend des frühen Funk der 1960er Jahre lag. Auch hier bietet sich wieder die Parallele zu James Brown und dessen (etwas späteren) Stücken I Feel Good oder Papa’s Got a Brand New Bag an. Für eine Jazz-Aufnahme ausgesprochen ungewöhnlich, wurde Sidewinder sogar das Maximum des kommerziellen Erfolgs zuteil, als der Autohersteller Chrysler das Stück 1965 in einem Fernseh-Werbespot einsetzte.

### Die letzten Jahre
Zwar konnte Morgan den Erfolg von Sidewinder trotz mehrerer Versuche (Cornbread, The Rumproller, Charisma) nicht wiederholen, doch profitierte er im Großen und Ganzen von seiner nunmehr gewonnenen Popularität. Es gelang ihm, mit seinem zusehends abstrakteren, modal orientierten Avantgarde-Hard Bop eine verhältnismäßig große Zuhörerschaft anzusprechen.
Er nutzte diese relative Breitenwirkung, um sich im Rahmen der Bürgerrechtsbewegung als einer der führenden Köpfe des Jazz and People’s Movement zu engagieren. Dagegen war er außerstande, seine privaten Drogen- und Beziehungsprobleme dauerhaft in den Griff zu bekommen. 
Während eines Eifersuchtsdramas erschoss ihn seine Frau Helen Morgan am 19. Februar 1972 bei einem Auftritt im New Yorker Jazzclub Slugs’. Sie hatten einen Streit an der Bar, woraufhin seine Frau die Bar verließ und wenig später mit einer Waffe zurückkehrte. Zuletzt wohnte er am Grand Concourse in der New Yorker Bronx.
Morgans tragische Lebensgeschichte wird im 2016 erschienenen Dokumentarfilm I Called Him Morgan vom schwedischen Regisseur Kasper Collin mit Hilfe von Found Footage sowie neuen Interviews nacherzählt.

## Auszeichnungen
- 1991: Down Beat Jazz Hall of Fame

## Diskografie (Auswahl)
Die folgenden Platten erschienen mit wenigen Ausnahmen bei Blue Note und sind heute fast alle als CD-Reissues (zum Teil mit Bonus-Tracks und Alternate Takes) erhältlich.

### Bandleader
- 1956 Indeed!
- 1956 Introducing Lee Morgan (Savoy MG 12091)
- 1956 Lee Morgan Sextet
- 1957 Lee Morgan Vol. 3
- 1957 Candy
- 1957 The Cooker
- 1960 Here’s Lee Morgan
- 1960 The Young Lions
- 1960 Leeway
- 1960 Expoobident
- 1962 Take Twelve
- 1963 The Sidewinder (ed. 1964)
- 1964 Search for the New Land (ed. 1966)
- 1964 Tom Cat (ed. 1980)
- 1965 The Rumproller
- 1965 The Gigolo (ed. 1968)
- 1965 Cornbread (ed. 1967)
- 1965 Infinity (ed. 1981)
- 1966 Charisma
- 1966 Delightfulee
- 1967 Sonic Boom
- 1967 The Procrastinator
- 1967 The Sixth Sense
- 1968 Caramba!
- 1968 Taru
- 1970 Live at the Lighthouse
- 1970: The Complete Live at the Lighthouse (Blue Note, ed. 2021)

### Sammlungen
- The Complete Blue Note Lee Morgan Fifties Sessions – (1956/57) (Mosaic, 1995) – 6 LPs oder 4 CDs mit Clarence Sharpe as, Horace Silver, Wilbur Ware, Philly Joe Jones, Kenny Rodgers as, Hank Mobley, Paul Chambers, Charlie Persip, Gigi Gryce, Benny Golson, Wynton Kelly, Curtis Fuller, George Coleman, Ray Bryant, Art Taylor, Pepper Adams, Bobby Timmons, Sonny Clark, Doug Watkins
- Complete Introducing Sessions Featuring Hank Mobley (Lone Hill Jazz, 2004)

### Begleitmusiker
Mit Hank Mobley
- 1956 Jazz Message No. 2
- 1956 Hank Mobley Sextet
- 1958 Peckin’ Time
- 1963 No Room for Squares
- 1965 Dippin'
- 1965 A Caddy for Daddy
- 1966 Straight No Filter
- 1967 Third Season

Mit Art Blakey & the Jazz Messengers
- 1957 Theory of Art
- 1958 Drums Around the Corner
- 1958 Moanin'
- 1959 At the Jazz Corner of the World
- 1959 Les Liaisons Dangereuses 1960
- 1959 Africaine
- 1959 Paris Jam Session
- 1960 A Night in Tunisia
- 1960 Like Someone in Love
- 1960 Meet You at the Jazz Corner of the World
- 1960 Roots & Herbs
- 1960 The Big Beat
- 1961 A Day with Art Blakey
- 1961 Impulse!!! Art Blakey!!! Jazz Messengers!!!
- 1961 The Freedom Rider
- 1961 The Witch Doctor
- 1961 Tokyo 1961
- 1964 ’S Make It
- 1964 Indestructible
- 1965 Soul Finger
- 2020 Just Coolin’
- 2021:  First Flight to Tokyo: The Lost 1961 Recordings

Mit Johnny Griffin
- 1957 A Blowing Session

Mit Jimmy Smith
- 1957 Jimmy Smith’s House Party
- 1958 The Sermon!

Mit John Coltrane
- 1957 Blue Train

Mit Wayne Shorter
- 1959 Introducing Wayne Shorter
- 1960 The Young Lions
- 1964 Night Dreamer

Mit Stanley Turrentine
- 1964 Mr. Natural (Blue Note; 1980)

Mit Andrew Hill
- 1968 Grass Roots
- 1970 Lift Every Voice

Mit Lonnie Smith
- 1968 Think! (Blue Note)
- 1969 Turning Point (Blue Note)

Mit Reuben Wilson
- 1969 Love Bug (Blue Note)